# 沈財福
沈財福（英語：Ron Sim Chye Hock，1958年—），出生於新加坡，傲勝國際有限公司創辦人、主席及首席執行官。

## 生平
出生於貧窮家庭的沈財福，由於受到生活限制，在1980年，他在20歲創立傲勝國際有限公司前身當時一家貿易公司，但由於受到1985年新加坡經濟不景影響，生意一落千丈，但他沒氣餒，之後在1986年，於香港崇光百貨開設1家分店，之後開拓國際業務，也就是轉型及研發全球健康按摩器材，包括中國、台灣、馬來西亞等地區，其後在2000年，成功把創立公司在新加坡交易所上市至今。
之後一直發掘明星代言人，包括劉嘉玲、劉德華、容祖兒、王儷婷等。